# Tô Lâm
Tô Lâm (Hưng Yên, 10 juli 1957) is een Vietnamese politicus. Hij was van 22 mei 2024 tot 21 oktober 2024 de president van Vietnam.

## Loopbaan
Tô Lâm is sinds 1981 lid van de Communistische Partij van Vietnam en maakte carrière als politieofficier. Tussen 2016 en 2024 was hij minister van Openbare Veiligheid in de Vietnamese regering. In die rol was hij een cruciale figuur in een ingrijpende campagne om corruptie tegen te gaan. 
Tô Lâm werd in 2016 lid van het Politbureau als beschermeling van Nguyễn Phú Trọng, de secretaris-generaal van de Communistische Partij. Hij werd verantwoordelijk voor de binnenlandse veiligheidsdienst. Als hoofd was hij verantwoordelijke voor de strenge anti-corruptiecampagne, bekend onder de bijnaam blazing furnace.
In november 2021 werd hij zelf onderwerp van kritiek. In Nusr-e, een duur restaurant in London, was hij gezien terwijl hij een biefstuk at die voor 850 tot 1.500 pond op het menu staat. Deze prijs is het dubbele van het officiële maandsalaris van een minister. Lâm werd niet gestraft, maar een straatverkoper kreeg vijfeneenhalfjaar cel vanwege een parodie die hij gemaakt had van het voorval.
In mei 2024 werd Tô Lâm benoemd tot president van Vietnam, nadat hij door de Nationale Vergadering met 99,79% van de stemmen was verkozen. Hij werd daarmee de opvolger van president Võ Văn Thưởng, die in maart 2024 plots ontslag had genomen na beschuldigingen van corruptie.
Op 3 augustus 2024 werd Tô Lâm door de Nationale Vergadering van Vietnam verkozen tot secretaris-generaal van de Communistische Partij van Vietnam.

## Persoonlijk
Tô Lâm is gehuwd met de journalist Ngô Phương Ly.